# خطاب الصورة
بدء الحديث عن تحليل الخطاب علي يد زيلج هارس Zellig Harris عام 1952 في نفس التوقيت تقريبا الذي تحدث فيه بيرسون عن تحليل المضمون، فالأول ينصرف إلي تحليل الخطاب الكيفي بينما يتناول تحليل المضمون، التحليل الكمي وكلاهما كان منصرف إلي تحليل النص فقط، ثم بدأ تحليل الخطاب يهتم بسيمياء الصورة للكشف عن دلالتها في الوقت الذي اهتم فيه تحليل المضمون عن اتساق الصورة مع المضمون.   

## مقدمة
إذا كان تحليل الخطاب يرمي إلي دراسة اللغة وتحليليها باعتبارها منتج إنساني يعكس أفكار الكتاب ورؤيتهم للواقع ، ومن ثم يشمل تحليل اللغة بوصفها ممارسته اجتماعية فعلية ترتبط بمستويات اجتماعية أعلى كالسلطة والتغير الاجتماعي وصراع القوى داخل المجتمع الواحد.
ومن ثم فالنص واحده لا يمكنه أن يعبر عن الواقع ولكن لتكتمل الصورة لأبد من إضافة الصورة لوحدات تحليل الخطاب باعتبارها تكرس للحظة زمنية معينة اجتسها المصور من الزمن لتظل تحمل رؤية هذا الزمان. وتجسد لمكان التقاط الصورة.
تحرير أحمد الحضري

## الفارق بين خطاب الصورة وخطاب النص
إن تحليل الصورة يتقارب مع تحليل النص ، فتحليل الصورة يستخدم نفس القواعد التي يستخدمها تحليل الخطاب ، فإذا ما كان الخطاب يتعامل مع الأفعال مثل يمشي ويأكل ويشرب فهذه الأفعال يمكن أن تحددها الصورة مع ذكر ماهية الشيء المأكول أو المشروب أو طريقة المشي، وإذا ما كانت اللغة تحتوي علي صفات مثل الحزن والفرح، فالصورة أقدر علي التعبير عن الضحك والتفريق بينه وبين التبسم ، كما تستخدم اللغة حروف الجر لتوضيح الاتجاهات والترابط بين الجمل ، فالصورة توضح حروف الجر أيضا فيمكن أن يكون الشيء فوق أو تحت ويمكن أن تحتوي الصورة علي أكثر ما تحتوي عليه اللغة في تحليلها ، فإذا ما كانت اللغة تكشف عن إيديولوجية الكاتب ومضامينه الخفية فإن الصورة تكشف عن إيديولوجية المصور الذي يختار جزءا من الحدث ليوجه إليه كاميرته كما أنه يتحكم في الإضاءة لإبراز ما يريده أو لحجب ما يريده أيضا.
كما أن الصورة لها العديد من العلاقات بالنص ، فيمكن أن تكون العلاقة بين الصورة والنص علاقة تكاملية يكمل كل منهما الآخر، ويمكن أن تكون العلاقة بين الصورة والنص علاقة تضاد فقد لا تعبر الصور عن المضمون بالفعل ، وبين العلاقة التكاملية وعلاقة التضاد هناك مجموعة من العلاقات الوسيطة، فعند تحليل خطاب الصورة لابد أن يكون محلل الصورة قادرا علي إقامة العلاقة التكاملية أو التضادية بين النص والصورة،
بيد أن وحدات تحليل الصورة للخطاب لابد أن تشتمل علي العديد من العناصر في تحليلها ، وهذه العناصر هي:

## لون الصورة
إن اللون يقوم بدور هام في عملية تحليل الصورة ، فلكل لون دلالة معينة يحاول المصور من خلالها أن يوصل معني معينا إلي القارئ، فاللون الأحمر يشير في دلالته في الموضوعات العاطفية بالحب لأنه رمز مأخوذ من القلب والورود التي تعبر عن الحب ، بيد أنه في حالة الحرب يعني الدماء ، كما تتغير دلالة اللون وفقا لثقافة الشعوب فاللون الأبيض يعد لون الفرح في دول معينة بينما يعد لون الحداد في دول أخرى، ومن ثم فمن يحلل خطاب الصورة لابد له أن يدرك أولا ثقافة الشعوب الصادرة عنها هذه الصورة وموضوع الصورة فاللون الواحد يحمل هالة من المعاني.
دلالات الألوان :
- اللون الأحمر :إنه لون النار والدم فهو يسبب الإحساس بالحرارة. إن اللون الأحمر يزيد من الانفعال ولهذا فإنه يسبب ضغطا دمويا وتنفسا أعمق فهو لون الحيوية والحركة وله تأثير قوي على طباع ومزاج الإنسان.
- اللون البنفسجى :يعتبر أقل الألوان سطوعا ويعتبر هذا اللون دليل الغموض والتردد في اتخاذ القرارات، ولقد اتخذه العشاق رمزا لهم يثير خيالهم ويدعو إلى العاطفة الهادئة الرقيقة. لون لا يثير ولا يهيج ولو تشرب بحمرة.
- اللون الأزرق :لون السماء وهو منعش شفاف، ويزداد شفافية عندما يحاط بمساحة سوداء. يعطي الشعور بالعمق. واللون الأزرق عادة يمثل التقوى والتدين والصلاة والشحوب والتأمل. والأزرق يعكس الثقة والبراءة وهو لون مناسب للهدوء وبرود الليل وإن اجتمع مع الأخضر يمثل أقصى درجات البرودة.
- اللون الأخضر: هو اللون الذي يتخذ دائما رمزا للسلام. يرتبط بشكل مباشر برموز الحياة كما يرتبط ارتباطا وثيقا برموز الفناء والموت، وعندما يميل نحو الأصفر يكتسب حيوية ويتسم بالفرح والحياة ، وعندما يميل للأزرق يصبح أكثر رصانة.
- اللون الرمادي :لون غامض سلبي متقلب عديم الشخصية منافق طفيلي مداهن متلون يقف في الخلفيات ويقوم بدور الكومبارس لا يلعب أحيانا الدور الرئيسي ولكنه يساعد على إبراز الأبطال الحقيقيين .
- اللون الأبيض :يوحي بالنقاء والوضوح عندما يكون لامعا، ويصبح مزعجا عندما يكون وحيدا، يمكن استعماله كلون خلفي ؛ وذلك لأنه أرضية الألوان الأخرى.
- اللون الأسود :لون الصمت حاسم بلا أمل في المستقبل، ويستعمل بكميات قليلة، إذ إنه لون حزين لكنه مفيد جدا من حيث استعماله لتوليد تناقضات

ويرتبط الأسود بالموت والخوف والحزن وفقد البصر والوقار أحيانا.

## الإضاءة
تلعب الإضاءة الموجودة بالصور دور هاما في نقل عنصر الزمن إلي الصورة، حيث يمكن من خلال الإضاءة معرفة توقيت التقاط الصورة التقريبى ، فضلا عن دلالة هذا التوقيت في الصورة، فالضوء الساطع يعطي الإحساس بالأمل ، والظلام بالصورة يعني أن المستقبل ربما يكون غير واضح، ويمكن أن تكون الإضاءة عكسية المعني في خطاب الصورة، فالضوء الساطع يمكن أن يخبئ جزءا من حقيقة الصورة، لذا لابد لمن يقوم بتحليل الخطاب أن يركز علي الضوء الحقيقي الموجود بالصورة والضوءالمصطنع من قبل المصور.

## زاوية التقاط الصورة
إن الزاوية التي يلتقط من خلالها المصور صورته تلعب دورا هاما في تحديد ملامح خطاب الصورة ، فإذا ما كانت الزاوية من أعلي فتعني التحقير ، وإذا كانت من أسفل فتعني التعظيم ، وإذا ما كانت من أحد الجانبين الأيمن أو الأيسر ، فإنها تسعي إلي حذف جزء من الصورة أو التركيز علي الجزء المصور أكثر من الجزء المحذوف.

## لغة الجسم
إن محلل خطاب الصورة لابد له أن يكون دارسا متميزا للإشارات المنبعثة من الشخص الموجود في الصورة ، وقادرا علي أن يفسر هذه الإشارات ، فعليه ان يدرك حركات العين التسع ، ويجب عليه أن يميز بين الضحك الطبعي والضحك المصطنع، وأن يكون قادرا علي قراءة حركات الأيدي ووضع الجلوس ...الخ من الحركات التي تصدر عن الجسم.

## مسار الحركة بالصورة
إن محلل خطاب الصورة يجب عليه أن يميز بين جميع المسارات الموجودة في الصورة، والتي تنتج من خلال مراقبة نظرات الآخرين إلي أين تتجه وإشاراتهم هل تتجه في خط أفقي أم خط رأسي ، ويجب أن يكون قادرا علي التميز بين المسار المعطي في الصورة والمسار المتوقع في الصورة، مثل كرة قدم تتجه إلي المرمي فهل تتجه اتجاها أفقيا وهل هذه الكرة تمثل هدفا أم لا ، فعلي محلل لغة الصورة أن يكون قادرا علي التميز بين الواقع المعطي الفعلي في الصورة والواقع الذي يمكن تخيله أو إنتاجه.
وإنه من أعجب الغات وهو لغة الجسد شي ججمممميلل